# Andrea Cassinelli
Andrea Cassinelli (ur. 2 września 1993 w Moncalieri) – włoski łyżwiarz szybki specjalizujący się w short tracku, wicemistrz olimpijski z Pekinu 2022 i wicemistrz Europy.
Obecnie mieszka w Turynie.

## Wyniki

### Igrzyska olimpijskie
| Rok  | Gospodarz | 500 m | sztafeta mężczyzn | sztafeta mieszana |
| ---- | --------- | ----- | ----------------- | ----------------- |
| 2022 | Pekin     | 23    | brąz              | srebro            |

### Mistrzostwa świata
| Rok  | Gospodarz | 500 m | 1000 m | 1500 m | wielobój | sztafeta |
| ---- | --------- | ----- | ------ | ------ | -------- | -------- |
| 2016 | Seul      | —     | —      | —      | —        | 6        |
| 2017 | Rotterdam | 27    | 33     | 17     | 24       | —        |

### Mistrzostwa Europy
| Rok  | Gospodarz | 500 m | 1000 m | 1500 m | wielobój | sztafeta |
| ---- | --------- | ----- | ------ | ------ | -------- | -------- |
| 2013 | Malmö     | —     | —      | —      | —        | 4        |
| 2016 | Soczi     | —     | —      | —      | —        | 5        |
| 2017 | Turyn     | 18    | 22     | 20     | 18       | brąz     |
| 2018 | Drezno    | —     | —      | —      | —        | 4        |
| 2019 | Dordrecht | —     | —      | —      | —        | 5        |
| 2020 | Debreczyn | 15    | 41     | 13     | 20       | brąz     |
| 2021 | Gdańsk    | 13    | 17     | 10     | 15       | srebro   |

### Mistrzostwa świata juniorów
| Rok  | Gospodarz  | wielobój | sztafeta |
| ---- | ---------- | -------- | -------- |
| 2010 | Tajpej     | —        | 11       |
| 2011 | Courmayeur | 20       | 15       |
| 2012 | Melbourne  | 49       | 9        |
| 2013 | Warszawa   | 46       | 7        |